# کوه کایکوما
کوه کایکوما (به لاتین: Mount Kaikoma) یک کوه در ژاپن است که در استان یاماناشی واقع شده‌است. کوه کایکوما ۲٬۹۶۷ متر بالاتر از سطح دریا واقع شده‌است.